# Râul Baia, Someșul Mare
Râul Baia sau Râul Valea Băilor este un curs de apă, afluent al râului Someșul Mare. Cursul superior al râului, amonte de confluența cu Izvorul Roșu este cunoscut și sub denumirea de Râul Izvorul Băilor